# Bron/Broen (sèrie de televisió)
Bron|Broen (suec: Bron;danès: Broen), «El Pont», en català, és una sèrie de televisió escandinava coproduïda per Sveriges Television, Danmarks Radio i distribuïda per ZDF. La sèrie mostra la investigació policial que segueix a l'aparició d'una persona assassinada al pont de l'Øresund que uneix les ciutats de Copenhaguen a Dinamarca i Malmö a Suècia. Es tracta de la primera sèrie creada i finançada conjuntament per Suècia i Dinamarca, i es va estrenar alhora als canals SVT1 i DR a la tardor de 2011.
La segona temporada va començar a filmar-se a l'octubre de 2012 i a emetre's a tots dos països al setembre de 2013
La tercera temporada, de 10 episodis també, va començar a filmar-se al setembre de 2015 i es va estrenar el 27 de setembre del mateix any gairebé simultàniament a través de la DR1 (Dinamarca), SVT1 (Suècia) i YLE TV1 (Finlàndia).
La quarta i última temporada, de vuit episodis, es va estrenar l'1 de gener de 2018 als països nòrdics i es va emetre a la BBC Two al Regne Unit a partir de l'11 de maig de 2018.
Com a curiositat, a l'obertura de cada nova temporada s'afegeix un nou separador al títol. Així a la primera temporada el títol és "Bron | Broen", a la segona "Bron || Broen", a la tercera "Bron ||| Broen" i a la quarta "Bron |||| Broen".

## Argument

### Primera temporada
En mig del pont de l'Øresund, que enllaça Copenhaguen amb Malmö, apareix el cos sense vida d'una política sueca. El cos, apareix tallat per la meitat i col·locat estratègicament sobre la línia que delimita la frontera entre ambdós països, caient d'aquesta manera la jurisdicció per investigar el delicte als cossos de policia de tots dos països. Després d'un examen més detallat del cos, es descobreix que cada una de les parts correspon a una persona diferent, una meitat a una prostituta danesa i l'altra a una política sueca. Dos detectius, Saga Norén, per banda sueca, i Martin Rohde, per banda danesa, lideraran la investigació.

### Segona temporada
La temporada comença 13 mesos més tard. La guàrdia costanera de Malmö descobreix que un vaixell de càrrega s'ha desviat de la seva ruta i es dirigeix contra el pont de l'Øresund. Intenta posar-s'hi en contacte però no obté cap resposta. Quan el vaixell encalla contra les barreres que protegeixen el pont descobreixen que la tripulació ha desaparegut i hi troben cinc persones, tres de sueques i dues de daneses, encadenades sota la coberta. Aquestes moren hores més tard a causa de la pesta pneumònica, moment en què un vídeo viral es difon per internet en el qual apareixen quatre ecoterroristes que diuen ser els responsables de l'incident. Saga Norén de la policia de Malmö es fa càrrec de la investigació i contacta Martin Rohde perquè sigui assignat al cas.

### Tercera temporada
La temporada comença 13 mesos més tard. Una ciutadana danesa, Helle Anker, apareix assassinada en un edifici en construcció a Malmö en una escena que evoca una família tradicional. Durant la investigació, es revela que Anker, és la directora de la primera guarderia no sexista de Dinamarca. Saga Norén torna a fer-se càrrec de la investigació juntament amb un nou company, el detectiu danès Henrik Sabroe. En aquesta temporada a part dels assassinats també s'hi entrellaça la vida privada i professional de Saga.

### Quarta temporada
La temporada comença gairebé dos anys després. La directora general de l'Agència de Migracions de Copenhaguen, Margrethe Thormod, és brutalment assassinada a l'illa de Peberholm (Pepparholm en suec), a la base del pont de l'Øresund. Henrik Sabroe comença a investigar l'assassinat amb el seu nou company danès, Jonas Mandrup. Mentrestant la Saga Norén surt de la presó, després de ser declarada innocent de la mort de la seva mare, i s'incorporarà a la investigació. Però també reprendrà la investigació de la desaparició de les filles del Henrik Sabroe.

## Repartiment
Principal
- Sofia Helin com Saga Norén, detectiva d'homicidis de Malmö.
- Kim Bodnia com Martin Rohde, detectiu d'homicidis de Copenhaguen (temporades 1 i 2).
- Thure Lindhardt com Henrik Sabroe, detectiu d'homicidis de Copenhaguen (temporades 3 i 4).
- Dag Malmberg com Hans Petterson, oficial de la policia criminal de Malmö.
- Sarah Boberg com Lillian, oficial de la policia criminal de Copenhaguen.
- Rafael Pettersson com John Lundqvist, expert en TIC de la policia de Malmö
- Lars Simonsen com Jens Hansen/Sebastian Sandstrod, policia retirat i excompany de Martin Rohde.
- Puk Scharbau com Mette Rohde, dona de Martin Rohde.
- Ann Petrén com Marie-Louise Norén, mare de Saga Norén
- Gabriel Flores Jair com el patòleg de la policia de Malmö
- Maria Kulle com Linn Björkman, el Comissionat de Policia a Malmö

A la primera temporada
- Christian Hillborg com Daniel Ferbé, periodista de l'Aftonposten de Malmö .
- Emil Birk Hartmann com August Rohde, fill gran de Martin Rohde.
- Dietrich Hollinderbäumer com Goran Söringer, promotor immobiliari.
- Ellen Hillingsø com Charlotte Söringer, dona de Goran Söringer.
- Magnus Krepper com Stefan Lindberg, treballador social a Malmö
- Maria Sundbom com Sonja Lindberg, germana de Stefan Lindberg.
- Johan Hedenberg com Axel Mössberg.

A la segona temporada
- Vickie Bak Laursen com Pernille, jove detectiva de la policia de Copenhaguen.
- Henrik Lundström com Rasmus Larsson, jove detectiu de la policia de Malmö.
- Tova Magnusson com Viktoria Nordgren, propietària de la companyia farmacèutica Medisonus i diagnosticada amb una malaltia incurable.
- Sven Ahlström com Oliver Nordgren, germà de Viktoria Nordgren i accionista de Medisonus.
- Camilla Bendix com Gertrud Kofoed, dona d'Oliver i científica en cap a Medisonus.
- Fredrik Hiller com Marcus Stenberg, armador.
- Lotte Munk com Caroline Brandstrup-Julin, cap de la cimera sobre medi ambient de la UE a Copenhaguen.
- Lotte Merete Andersen com Bodil Brandstrup, editora, biògrafa de Viktoria Nordgren i germana de Caroline Brandstrup-Julin.
- Peter Christoffersen com Julian Madsen, propietari de Copenhaguen IT Consulting.

A la tercera temporada
- Kirsten Olesen com Hanne Thomsen, detectiu d'homicidis de Copenhaguen
- Katrine Greis-Rosenthal com Alice Sabroe, dona d'Henrik Sabroe
- Olaf Johannessen com Lars Andersen, marit de Lise Andersen, home de negocis de Copenhaguen
- Sonja Richter com Lise Andersen Friis, Vlogger políticament activa
- Nicolas Bro com Freddie Holst, empresari i col·leccionista d'art de Copenhaguen
- Reuben Sallmander com Claes Sandberg, guru de l'autoajuda, exsoci de Freddie Holst
- Louise Peterhoff com Annika Melander, empresari de pompes fúnebres
- Adam Palsson com Emil Larsson, guia d'una galeria d'art

A la quarta temporada
- Mikael Birkkjær com Jonas Mandrup, detectiu d'homicidis de Copenhaguen.
- Julie Carlsen com Barbara, expert en TIC de la policia de Copenhaguen.
- Anders Mossling com Frank Wahlgren
- Fanny Leander Bornedal com Julia
- Iris Mealor Olsen com Ida
- Pontus T. Pagler com Richard i Patrik Dahlqvist
- Alexander Behrang Keshtkar com Taariq Shirazi
- Lisa Linnertorp com Sofie
- Erik Lönngren com Christoffer, fill de Sofie.
- Leonard Terfelt com William Ramberg
- Thomas W. Gabrielsson com Niels Thormod, psicòleg i marit de Margrethe Thormod.
- Sandra Sencindiver com Susanne Winter, secretària de Niels Thormod.
- Michalis Koutsogiannakis com Theo
- Selma Modéer Wiking com Astrid
- Jesper Hyldegaard com Silas Tuxen, propietari d'un bar gay.
- Lena Strömdahl com Harriet
- Johannes Bah Kuhnke com Morgan Sonning
- Patricia Schumann com Nicole Johanssen

## Banda sonora
La música del tema d'oberta és Hollow Talk de la banda danesa Choir of Young Believers.

## Mitjans de difusió
La sèrie, que és una coproducció entre les companyies productores Nimbus Film Arxivat 2018-11-19 a Wayback Machine. i Filmlance International,es va emetre per primera vegada el setembre de 2011 a les cadenes de televisió públiques de Suècia i Dinamarca, la SVT i la DR. De fet, la sèrie fou també una coproducció entre les dues cadenes, i és per això que són el mitjà de difusió original de la sèrie.
L'estrena de la sèrie fou a Suècia i Dinamarca. Després, la sèrie es va emetre en diversos països, els quals es troben a la taula inferior juntament amb la data d'estrena:
| País       | Data                   | Distribuïdora (Canal de TV)               |
| ---------- | ---------------------- | ----------------------------------------- |
| Suècia     | 21 de setembre de 2011 | SVT 1                                     |
| Dinamarca  | 28 de setembre de 2011 | DR 1                                      |
| Alemanya   | 18 de març de 2012     | ZDF                                       |
| Regne Unit | 21 d'abril de 2012     | BBC Four                                  |
| Polònia    | 2 de maig de 2012      | Ale Kino+                                 |
| Brasil     | 13 d'agost de 2012     | Globosat                                  |
| Austràlia  | 5 de setembre de 2012  | SBS 2                                     |
| Bèlgica    | 5 de setembre de 2012  | Canvas                                    |
| Israel     | 30 de setembre de 2012 | HOT Arxivat 2019-11-28 a Wayback Machine. |
| Japó       | 25 de març de 2013     | Super! Drama TV                           |

A Espanya, l'única cadena de televisió que va emetre la sèrie fou AXN.
Netflix també ha distribuït la sèrie a través de la seva plataforma de pel·lícules i sèries en streaming per internet. Entre els països en que la sèrie està disponible s'hi troba Espanya. Els usuaris de l'estat espanyol poden gaudir de la sèrie en versió doblada al castellà i si ho desitgen, en la versió original bilingüe suec/danès a partir de la tercera temporada. A dia 18 de novembre de 2018, els usuaris de Netflix a l'estat espanyol només poden veure les tres primeres temporades de la sèrie, ja que la quarta encara no s'ha distribuït per la plataforma.

## Premis
El 2014 la sèrie va guanyar dos premis Nimfa d'Or al Festival de Televisió de Montecarlo, un com a millor sèrie dramàtica europea, i l'altre per a Kim Bodnia com a millor actor d'una sèrie dramàtica.

## Versions

### Nord-americana
A finals de juliol de 2012, la cadena nord-americana FX va emetre l'episodi pilot de The Bridge, adaptació lliure que es desenvolupa a ambdós costats de la frontera entre els Estats Units de Nord-amèrica i Mèxic. exactament al pas fronterer entre les ciutats d'El Paso i Ciudad Juárez, on també es descobreix un cos justament a la línia fronterera. La sèrie és protagonitzada per Diane Kruger com la detectiu Sonya Cross dels Estats Units i Demián Bichir com el detectiu mexicà Marco Ruiz.
A partir del 10 de juliol de 2013 s'estrenen els 13 episodis de que consta la primera temporada de la sèrie. Al setembre de l mateix any, FX renova la sèrie per una segona temporada amb 13 episodis més que s'emeten al 2014. La sèrie però ja no va ser renovada per a una tercera temporada.

### Franco-britànica
El 2013, la cadena francesa Canal+ i la britànica Sky Atlantic van començar a emetre Tunnel/The Tunnel, versió que es desenvolupa a partir de la troballa del cos d'una política francesa a mig camí del túnel que uneix França amb la Gran Bretanya per sota el canal de la Mànega. Va començar a emetre a l'octubre de 2013, al Sky Atlantic al Regne Unit i Canal+ a França. Una segona temporada de vuit episodis va ser emesa el 2016.